# 霧島號列車
霧島（日语：きりしま）是由日本的九州旅客鐵道公司所營運；行經日豐本線、鹿兒島本線來往宮崎車站與鹿兒島中央車站之間地區的特急列車。名稱取自於位處宮崎縣與鹿兒島縣之間的山峰「霧島山」。

## 歷史
1960年西鹿兒島車站（現鹿兒島中央車站）與山川車站之間開通了準急等級列車「錦江」（きんこう）。隔年運行路線從原先的西鹿兒島車站延伸到宮崎車站。
錦江號在1966年調升等級為急行列車，該年度特別急行列車日輪號也編排從九州北方博多車站發車行經宮崎至終點西鹿兒島車站的班次。
在日豐本線電氣化完成後，1980年錦江號被降級為快速列車。之後在使用率下降的狀況下，1995年4月20日起錦江號遭除名，並把日輪號終點定為宮崎車站，宮崎與西鹿兒島之間的路線則以「霧島」為名的特急列車來承繼。

## 營運狀況
從1995年開始運行時，霧島號是採用485系電聯車，到了2011年改換成787系與783系電力動車組。
線路的來往範圍雖以宮崎-鹿兒島中央為主，不過在2004與2011年分別增加了國分-鹿兒島中央、宮崎-都城或西都城的班次。
2011年曾推行在霧島號裡進行車內販售商品的措施，但該服務在2014年秋季終止。到了2017年夏季則又因應削減成本的問題，召開過考慮讓霧島號列車採取一人控制方案的檢討會。最終，在現時的設定下，全部班次均是採用一人控制模式運作，只有在通勤時段，才會有額外的車務人員（日文中稱作「添乘員」）執勤。
又因應客量持續減少，2024年3月隨時間表改正時將其中一往復取消，現時全日共開出10往復，當中1班早上下行及1班晚上上行班次為國分～鹿兒島中央的區間車，並且除了龍水和錦江兩站外，其餘中途站均停靠。

## 停靠站
未有任何標示為全列車停車站；附有之車站為部分列車停靠。
宮崎站 - 南宮崎站 - （清武站） - （田野站） - （山之口站） - （三股站） - 都城站 - 西都城站 - 霧島神宮站 - 國分站 - 隼人站 - （加治木站） - （帖佐站） - （姶良站） - （重富站） - 鹿兒島站 - 鹿兒島中央站
各班次的詳細停車站如下：（截至2024年9月）
- ●：所有列車停靠
- ←：上行通過
- －：上、下行通過

| 81號、82號                           |   |   |    |    |    |    |   |   |   | ●  | ●  | ●  | ●  | ●  | ●  | ●  | ●  | 短程特別班   |
| 1、16號                              | ● | ● | ●  | － | － | － | ● | ● | ● | ●  | ●  | ●  | ●  | ●  | ●  | ●  | ●  |              |
| 2號                                  | ● | ● | ●  | ●  | ●  | ●  | ● | ● | ● | ●  | ●  | ●  | ←  | ←  | ←  | ●  | ●  | 只有上行班次 |
| 3、4、18號                           | ● | ● | ●  | － | － | － | ● | ● | ● | ●  | ●  | ●  | ●  | － | － | ●  | ●  |              |
| 5、6、7、8、10、11、13、14、15、17號 | ● | ● | ●  | － | － | － | ● | ● | ● | ●  | ●  | ●  | － | － | － | ●  | ●  |              |
| 9、12號                              | ● | ● | － | － | － | － | ● | ● | ● | ●  | ●  | － | － | － | － | ●  | ●  |              |
| 上行停靠班次總數                     | 9 | 9 | 8  | 1  | 1  | 1  | 9 | 9 | 9 | 10 | 10 | 9  | 4  | 2  | 2  | 10 | 10 |              |
| 下行停靠班次總數                     | 9 | 9 | 8  | 0  | 0  | 0  | 9 | 9 | 9 | 10 | 10 | 9  | 4  | 2  | 2  | 10 | 10 |              |

## 圖冊
- 位於鹿兒島中央車站；綠色外觀485系車輛的霧島號。
- 在霧島神宮車站的綠色霧島號。
- 外觀為紅色485系的霧島號。
- 在宮崎車站的紅色霧島-日向號。
- 灰色的783系為2011年後霧島號採用的車輛之一。

## 外部連結
- JR九州的霧島號列車官方介紹 （页面存档备份，存于）（日語）